# Forūdgāh-e Mākūh
Forūdgāh-e Mākūh (persiska: فرودگاه ماکو) är en flygplats i Iran.   Den ligger i provinsen Västazarbaijan, i den nordvästra delen av landet, 700 km nordväst om huvudstaden Teheran. Forūdgāh-e Mākūh ligger 956 meter över havet.
Terrängen runt Forūdgāh-e Mākūh är platt åt nordost, men åt sydväst är den kuperad.Runt Forūdgāh-e Mākūh är det ganska glesbefolkat, med 39 invånare per kvadratkilometer. Närmaste större samhälle är Showţ, 13,7 km väster om Forūdgāh-e Mākūh. Trakten runt Forūdgāh-e Mākūh består i huvudsak av gräsmarker.